# TV조선 일일연속극
틀:삭제 필요
TV조선 일일연속극은 대한민국의 종합편성채널인 TV조선을 통해 매주 평일 방송한 텔레비전 드라마이다.

## 작품 리스트
- 《웰컴 투 힐링타운》 : 2012년 6월 11일 ~ 2012년 7월 6일
- 《노란 복수초》 : 2013년 2월 25일 ~ 2013년 3월 19일, 2013년 4월 23일 ~ 2013년 8월 10일 (3월 23일 ~ 4월 14일 주말극로 이동)
- 《너의 등짝에 스매싱》 : 2017년 12월 4일 ~ 2018년 3월 1일